# Mémorial du Chemin des Dames
Le mémorial du Chemin des Dames est un lieu de mémoire de la Première Guerre mondiale, situé sur le territoire de la commune de Cerny-en-Laonnois dans le département français de l'Aisne. Il perpétue la mémoire des soldats français tombés au cours de la Bataille du Chemin des Dames de 1917.

## Localisation
Au bord de la route départementale 18 CD (le Chemin des Dames), en entrant dans le village de Cerny-en-Laonnois, en direction Corbeny, face au cimetière français de Cerny-en-Laonnois, située de l'autre côté de la route, une petite chapelle constitue le mémorial du Chemin des Dames.

## Historique
La chapelle mémorial du Chemin des Dames est construite en 1951, à Cerny-en-Laonnois, grâce à la convergence d’initiatives locales. Le 17 avril 1951, le général de Gaulle, alors simple citoyen, se rend au cimetière de Cerny-en-Laonnois,
La chapelle commémorative a été construite à l'initiative d'un comité dont les membres d'honneur étaient d'anciens officiers, des dignitaires religieux de l'Église catholique, de la Fédération protestante de France, et le Grand Rabbin de France. Des plaques régimentaires et individuelles sont apposées sur les murs intérieurs. Ce monument est dédié aux victimes françaises de la Bataille du Chemin des Dames, de la Bataille de l'Aisne (1914) et la bataille de l'Aisne (1918). Elle est inaugurée le 22 avril 1951,.
En 1954, des cérémonies pour le 40e anniversaire du déclenchement de la guerre, ont lieu à Cerny-en-Laonnois sous le patronage du président de la République, René Coty. En 1962, la cérémonie du 45e anniversaire de l’offensive de 1917 au Chemin des Dames se déroule à Cerny-en-Laonnois, en présence du ministre des Anciens combattants, Raymond Triboulet. Le 16 avril 1967, les cérémonies du cinquantième anniversaire du déclenchement de l’offensive Nivelle, ont lieu à Cerny-en-Laonnois, en présence de Pierre Messmer, ministre des Armées.
Le 10 juillet 2014, François Hollande effectua une visite présidentielle aux deux cimetières militaires français et allemand et salua les visiteurs qui se tenaient face à la chapelle.

## Caractéristiques

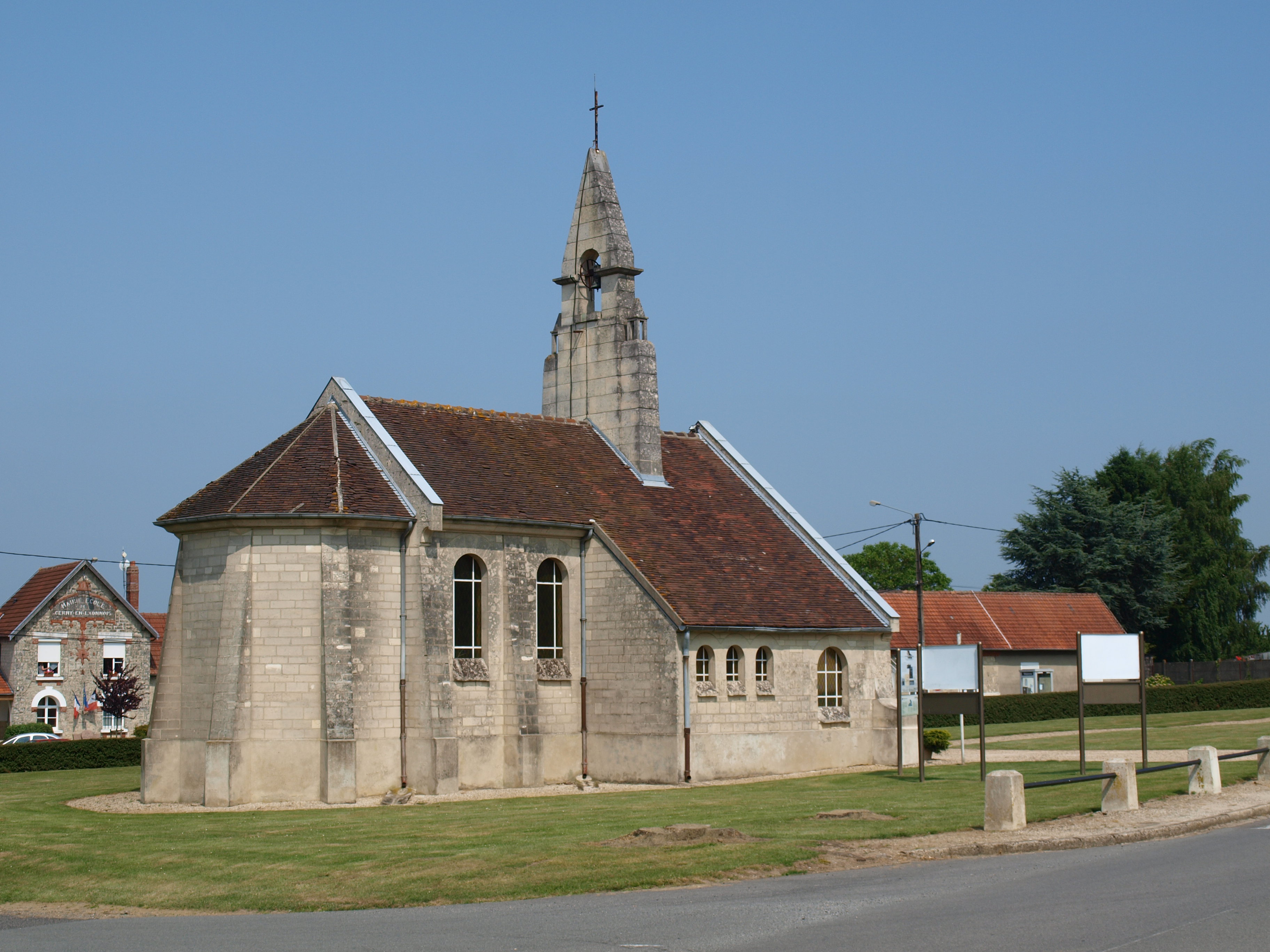
La chapelle.

La chapelle-mémorial est un édifice de dimensions modestes, de style néo-roman, construit en pierre calcaire. La sobre façade est composée de trois arcades surmontées d'une statue de la Vierge à l'Enfant. L'édifice est coiffé d'un clocher-mur. Il se termine par un chœur en abside.
À l'intérieur de la chapelle, ont été posées de nombreuses plaques rappelant la mort d'un soldat. On trouve une plaque à la mémoire du général des Vallières, tué le 28 mai 1918 à Juvigny, lors de l'offensive allemande sur le Chemin des Dames, une posée par Léopold Sédar Senghor à ses frères et aux tirailleurs sénégalais et de Pierre Teilhard de Chardin à ses frères. On y trouve également deux statues en marbre, de Sainte-Anne et de la Vierge, sculptées par l'ancien combattant et artiste breton Étienne Le Grand. 

## Autres monuments

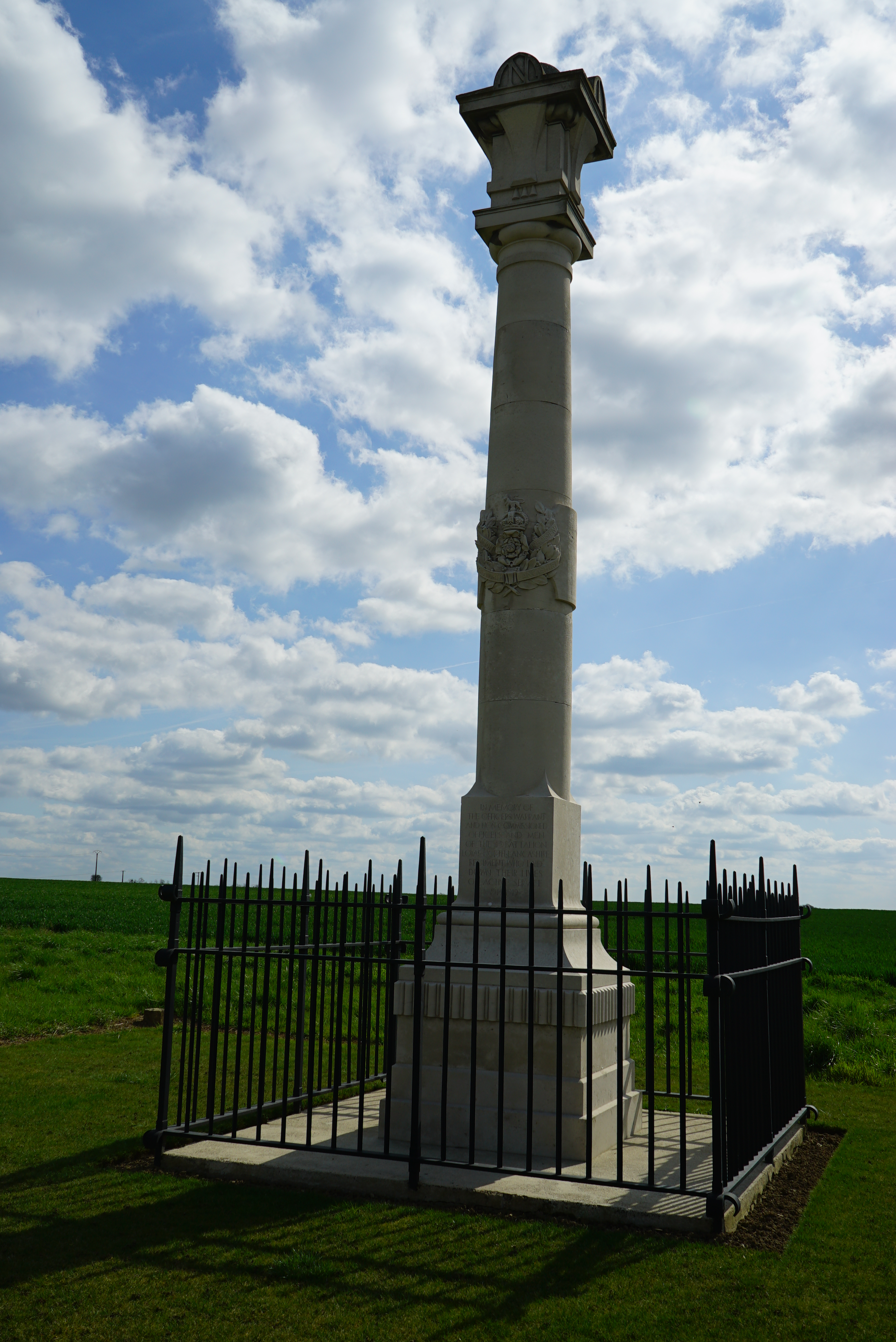
Colonne du Loyal North Lancashire regiment.

### La lanterne des morts
Située en face de la chapelle, une lanterne des morts a été construite. Le feu symbolisant, dans la nuit, les champs de bataille de la Grande Guerre. Elle a été érigée de façon à être visible[Comment ?] de jour et de nuit, à la fois, des cathédrales de Laon, Soissons et Reims, sur le modèle de celles du mémorial de Verdun et de la Nécropole nationale de Notre-Dame-de-Lorette.

### Le monument à la38edivisiond'infanterie
Devant la lanterne des morts, une stèle est dédiée à la 38e division d'infanterie. Cette division a combattu en septembre 1914 lors de première bataille de l'Aisne au Chemin des Dames : en avril 1917 à Cerny, aux Bovettes et encore à la ferme d'Hurtebise ; en octobre 1917 à Chavignon, aux carrières de Bohery et au Fort de la Malmaison, dans le département de l'Aisne.
Un autre monument dédié à la 38e division d'infanterie se trouve à proximité du fort de la Malmaison.

### Colonne
Une colonne en mémoire du sacrifice des militaires du régiment anglais du Royal North Lancashire.

## Cimetières militaires

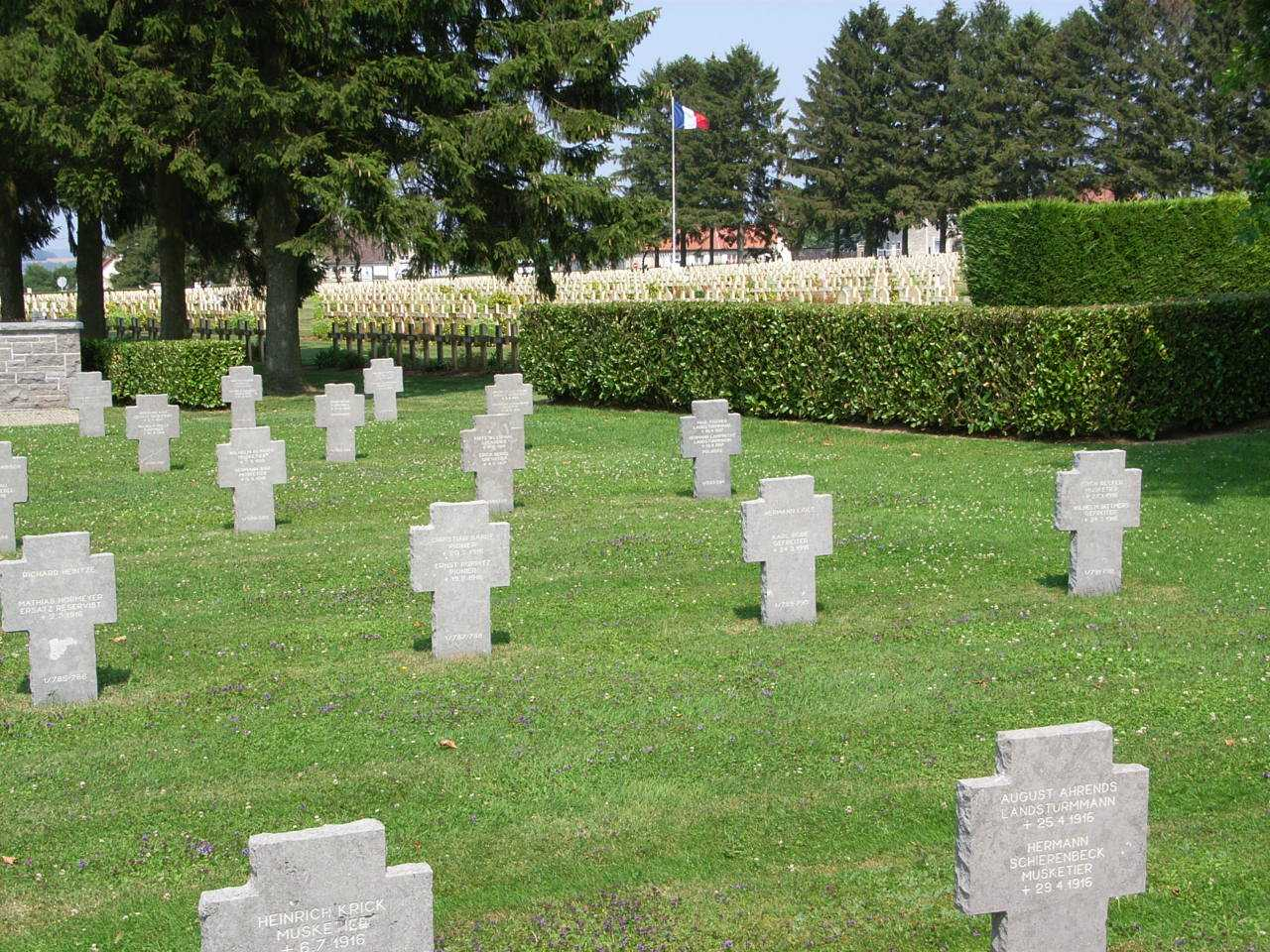
Tombes du cimetière allemand au premier plan.

À proximité, de l’autre côté de la route, se trouvent deux cimetières :
- la nécropole nationale de Cerny-en-Laonnois[7],[8] : aménagé dès 1919, le cimetière rassemble 5 150 corps, dont 2 764 dans des tombes individuelles et 2 386 en ossuaire. Il s'agit des corps de combattants français tombés autour de Cerny et exhumés des cimetières provisoires des environs. La nécropole, située en face de la chapelle, contient également 54 tombes russes[9],[10].

- le cimetière militaire allemand de Cerny-en-Laonnois : contenant 7 526 corps, il jouxte la nécropole française. Les travaux de regroupement des corps de soldats allemands furent achevés en novembre 1928 par le Volksbund Deutsche Kriegsgräberfürsorge, association chargée de l’entretien des sépultures allemandes[11].